# Point of Grace
Point of Grace – amerykański zespół grający chrześcijańskiego rocka i współczesną muzykę chrześcijańską.
W skład zespołu wchodzą trzy kobiety: Shelley Breen, Heather Payne, Denise Jones i Terry Jones oraz dwóch stałych członków, Dana Cappillino (gitara) i Tommy McGee (gitara basowa).  
Ich debiutancki album został wydany w 1993 i od tego czasu grupa trafiła na listy przebojów współczesnej muzyki chrześcijańskiej.
W listopadzie 2003 Terry Jones opuściła zespół uzasadniając to chęcią spędzania więcej czasu z rodziną. Decyzję tę podjęła po narodzinach jej trzeciego dziecka.

## Dyskografia
- Point of Grace 1993
- The Whole Truth, 1995
- Life Love & Other Mysteries, 1996
- Steady On, 1998
- A Christmas Story, 1999
- Rarities & Remixes, 2000
- Free to Fly, 2001
- Girls of Grace, 2002
- 24 (album), 2003
- I Choose You, 2004
- Winter Wonderland, 2005

## Trasy koncertowe
- The Whole Truth Tour z Phillips, Craig & Dean i Cheri Keaggy (1995)
- The Life Love & Other Mysteries Tour z 4Him (1996-97)
- The Steady On Tour z Watermark (1998-99)
- An Amy Grant Christmas Tour z (Amy Grant, Michael W. Smith i The Katinas) (1999)
- The Free To Fly Tour z FFH (2001-02)
- The Christmastime Tour z Michael W. Smith i The Katinas (2002, 2003, 2004)
- The I Choose You Tour z Scott Krippayne oraz Charity Von (2004)
- The Winter Wonderland Tour z John David Webster (2005)
- The Winter Wonderland Tour z Scott Krippayne (2006)